# Le Verrier (F716)
USS Emporia (PF-28)
Le Verrier (indicatif visuel F716) est une ancienne frégate américaine de classe Tacoma vendue à la Marine française le 26 mars 1947 pour renforcer les moyens navals de la France en attente de futures constructions d'escorteurs et patrouilleurs divers.

## Marine américaine
L'USS Emporia (PF-28) fut le seul navire américain à porter le nom de la ville d'Emporia au Kansas.

Lancé en 1943, il fut mis en service entre le 12 et 22 juin 1944. Il se rend à la base américaine d'Argentia dans la province canadienne de Terre-Neuve-et-Labrador. Sa principale mission sera celle de la prévision météorologique

En 1946, il revient à La Nouvelle-Orléans pour être désarmé et remis en service pour  la Garde côtière américaine sous le nom de USCGC Emporia.

## Marine française
Rebaptisé Le Verrier, après son achat par le Ministère des travaux publics en 1946, il rejoint le port de Brest pour son réaménagement. Il reprendra du service comme navire météorologique dans le cadre de l'Organisation de l'aviation civile internationale (OACI). Il appareille pour sa première mission le 9 janvier 1948, pour rejoindre le point Lima (position : 57° N, 20° O) en observation des tempêtes en Atlantique Nord. Ce point sera vite abandonné pour le point Kilo (position :45° N, 16° O). Il fera d'autres observations entre le point Alpha (62° N, 33° O Islande) et le point Juliet (52° 30′ N, 20° 00′ O Groenland).
Les 3 autres navires météorologiques français (Mermoz, Laplace et Le Brix) étant suffisants pour l'Atlantique Nord, Le Verrier sera détaché au port de Dakar pour les observations en Atlantique Sud.
En 1952, les trois navires météorologiques subsistants (le Laplace ayant coulé le 16 septembre 1950) sont transférés à la Marine marchande et c'est la société Delmas-Vieljeux qui en assure la maintenance au port de La Rochelle. Cette même année, il participera aux recherches des débris de l'hydravion français Latécoère 631 disparu entre Fort-de-France et Dakar.
Il sera désarmé, comme le Mermoz et le Le Brix, en 1958 quand le France 1 et le France 2 entrent en service.

### Sources
- (en) Cet article est partiellement ou en totalité issu de l’article de Wikipédia en anglais intitulé « USS Emporia (PF-28) » (voir la liste des auteurs).